# República Soviética Popular de Bujará
La República Soviética Popular de Bujará (en uzbeko: Buxoro Xalq Sovet Respublikasi; en tayiko: Ҷумҳурии Халқии Шӯравии Бухоро; en ruso: Бухарская Народная Советская Республика) fue el Estado surgido después de la toma de Bujará por parte del Ejército Rojo de la Rusia bolchevique el 2 de septiembre de 1920, proclamándose la república el 14 de septiembre del mismo año.

Mapa del actual Uzbekistán, con su división provincial. Las provincias marcadas como 3, 8, 11 corresponden a la original República Soviética Popular de Bujará, siendo el resto incorporado a Tayikistán.

Mapa del "Turquestán ruso" en el año 1900. El Emirato de Bujará está coloreado en verde claro.

El área de la República Soviética Popular de Bujará era de 182 193 kilómetros cuadrados, con una población superior a los 2,2 millones de personas. La poblaban distintas nacionalidades, como tayikos, uzbekos y turcomanos. Limitaba con la RASS de Turkestán, la RSS de Corasmia y Afganistán. Su capital era Bujará.

## Historia
En 1868 el Imperio ruso forzó al Emirato de Bujará a aceptar la condición de protectorado. En los siguientes 40 años los rusos lentamente erosionaron el territorio de Bujará, aunque nunca anexionaron la ciudad misma de Bujará. Sin embargo, el emir no pudo detener la influencias exteriores, y gradualmente algunos de los jóvenes desencantados gravitaron en el turanismo inspirados en los Jóvenes Turcos del Imperio otomano, tomando ideas del movimiento islámico Jadid, y las nuevas ideas bolcheviques de inspiración comunista. Estas diversas ideologías confluyeron en el Movimiento de Jóvenes Bujaríes, liderados por Fayzulló Xojáyev. Los Jóvenes Bujaríes afrontaron grandes obstáculos como que el emirato estaba dominado por el conservador clero del islam suní. El subsiguiente conflicto unirá al secular movimiento de Jóvenes Bujaríes y sus aliados bolcheviques contra los conservadores rebeldes proemir llamados los Basmachí. El conflicto durará más de una década.
En marzo de 1918, activistas del Movimiento de Jóvenes Bujaríes informan a los bolcheviques que los bujaríes están listos para la revolución, y la gente está esperando la liberación. El Ejército Rojo marchó a las puertas de Bujará y pidió al emir la rendición de la ciudad a los Jóvenes Bujaríes. Como las fuentes rusas informan, el emir responde con el asesinato de la delegación bolchevique, junto con varios cientos de habitantes rusos de Bujará y los territorios circundantes. La mayoría de los bujaríes no apoyan la invasión, y el mal equipado y mal disciplinado ejército bolchevique vuelve a la fortaleza soviética de Taskent. 
Sin embargo, el emir solo había ganado un respiro temporal. Como la guerra civil rusa llegaba a su fin, Moscú envía refuerzos al Asia Central. El 2 de septiembre de 1920, un grupo del bien armado y disciplinado Ejército Rojo bajo el mando del general bolchevique Mijaíl Frunze atacó la ciudad. Después de cuatro días de lucha, la ciudadela Arco del emir fue destruida, y la bandera roja izada a lo alto del Minarete de Kalyan, y el emir Alim Khan fue forzado a huir a su base en Dusambé y al este de Bujará, y finalmente el 4 de marzo de 1921 a Kabul, Afganistán. 
La República Popular de Bujará fue proclamada el 8 de octubre de 1920, quedando bajo el gobierno de Fayzulló Xojáyev. La caída del emir fue lo que le dio impulso a la Revuelta Basmachí, una rebelión conservadora antibolchevique. En 1922, la mayor parte del territorio de la república estaba controlado por los Basmachí, rodeando la ciudad de Bujará. Durante los primeros años de la Revolución rusa, Lenin confió en la política de animar a las revoluciones locales alentadas por las burguesías locales, y en los primeros años del bolchevismo los comunistas buscaron la ayuda de los Jadids, reformistas, presionando hacia unas reformas sociales y educativas radicales. 
Solo dos semanas después de la proclamación de la República Popular, hubo una afiliación de 14 000 personas al Partido Comunista local en Bujará, y muchos de su habitantes estaban deseosos de demostrar su lealtad al nuevo régimen. Cuando se estableció la Unión Soviética, se pudo afrontar la purga de oportunistas y potenciales nacionalistas. Una serie de expulsiones disminuyeron los miembros a 1000 en 1922. 
Del 19 de septiembre de 1924 al 17 de febrero de 1925, la república se conoció como República Soviética Socialista de Bujará (RSS de Bujará; en ruso: Бухарская Социалистическая Советская Республика). Cuando las fronteras nacionales fueron dibujadas en 1924, la RSS de Bujará dejó de existir, y vino a ser parte de la nueva RSS de Uzbekistán. Hoy en día los territorios de la difunta RSS de Bujará están principalmente en Uzbekistán, pero de ésta también quedaron partes en Tayikistán y Turkmenistán.
Fayzulló Xojáyev, a pesar de su procedencia Jadid, se convirtió en el primer presidente de la RSS de Uzbekistán. Después, en la Gran Purga, concretamente dentro del Juicio de los Veintiuno, fue purgado y ejecutado en 1938 junto con gran parte de la clase dirigente de Asia Central.

## Jefe del comité Provisional Revolucionario (desde el 6 de octubre de 1920)
- Mirza Abdulqodir Mansurovich Mukhitdinov (2 de septiembre de 1920 - 1921)
- Polat Usmon Khodzhayev (1921 – 23 de septiembre de 1921)

## Jefe del Comité Ejecutivo Central del Presidium
- Polat Usmon Khodzhayev (23 de septiembre de 1921 – abril de 1922)
- Muin Jon Aminov (abril de 1922 – 18 de agosto de 1922)
- Porsa Khodzhayev (18 de agosto de 1922 – 17 de febrero de 1925)